# Braunschweiger Männergesangverein
Der Braunschweiger Männergesangverein von 1846 e. V., kurz BMGV, ist ein Männergesangverein in Braunschweig, der auf eine lange Tradition zurückblicken kann und eine führende Rolle in der Kulturgeschichte des Braunschweiger Landes eingenommen hat.

## Geschichte
Im Dezember 1845 wurde in Braunschweig der Liederkranz im medizinischen Garten gegründet. Die Stifter dieses Vereins beschlossen, mit Gründungsdatum 5. März 1846 den Verein Braunschweiger Männer-Gesang-Verein zu nennen. Zum Präsidenten und Liedervater wurde der Fabrikant E.W.T. Grassau gewählt. Schon im Gründungsjahr trat der BMGV mehrfach öffentlich auf. Im Sommer 1846 wurde der BMGV gebeten, in der Asse ein Sängerfest zu veranstalten, an dem etwa 450 Sänger teilnahmen. Dem Verein schlossen sich in kurzer Zeit viele Bürger Braunschweigs an, so dass er bei seinem ersten eigenen Konzert am 12. Dezember 1846 21 aktive und 175 passive Mitglieder hatte.
In der Folgezeit wurden zahlreiche Konzerte, Stiftungsfeste und Sängerfahrten mit Sängern aus Braunschweig, Hannover, Nienburg, Wernigerode, Bremen, Hamburg, Berlin, Worms, Wuppertal und Wien ausgerichtet und der BMGV wirkte an großen Sängerfesten des Bundes der Vereinigten Norddeutschen Liedertafeln mit. Dem Bund – jetzt Chorverband Niedersachsen-Bremen – gehört der BMGV seit 1851 an.
Die herausragende Stellung des BMGV wird auch beim 10-jährigen Jubiläum 1856 deutlich, das als Jubelfest des Norddeutschen Sängerbundes ausgerichtet wurde und bei dem 900 auswärtige und 450 einheimische Sänger vor über 5000 Zuschauern auftraten. Im Einladungsschreiben wird auch die politische Botschaft des BMGV deutlich, der für mehr bürgerliches Selbstbewusstsein warb, u. a. durch Erinnerung an die Tradition der Hanse. Das Programm enthielt aber überwiegend heroische Akzente zur Stärkung der militärischen Kampfmoral der Deutschen zur Unterstützung der nationalen Einheitsbestrebungen, z. B. Franz Abts Gebet während der Schlacht oder die Siegeshymne von Felix Mendelssohn Bartholdy. Bereits 1861 wird der BMGV neben Nürnberger und Kölner Gesangsvereinen zu den einflussreichsten Singvereinen gezählt.
Die musikalischen Erfolge des BMGV sind vor allem durch namhafte Chormeister ermöglicht worden. Von 1852 bis 1882 war der Komponist und Herzogliche Hofkapellmeister Franz Abt musikalischer Leiter des BMGV. Nach dem Zweiten Weltkrieg übernahm der Kapellmeister und Chordirektor des Staatstheater Braunschweig, Kurt Teichmann den Chor und leitete ihn von 1946 bis 1977.
In den 1970er und 1980er Jahren schlossen sich viele Sänger, deren Vereine aufgelöst wurden, dem BMGV an. Aber auch der BMGV konnte sich dem Niedergang der Männergesangvereine nicht widersetzen und ist heute nur noch in einer Chorgemeinschaft singfähig. Um die geschichtliche Tradition zu bewahren, wurden dem Städtischen Museum Braunschweig zwischen 1986 und 1999 alle wesentlichen Erinnerungsstücke sowie der Prunkschrank von 1896 als Schenkung übergeben und dem Stadtarchiv das Schriftgut. Seit 2002 fördert der BMGV den Jugendchor Belcanto, der sich ihm als Jugendabteilung angeschlossen hat.